# Alestopetersius compressus
Alestopetersius compressus е вид лъчеперка от семейство Alestidae. Видът е незастрашен от изчезване.

## Разпространение
Разпространен е в Демократична република Конго.

## Описание
На дължина достигат до 7,8 cm.